# Talbot (rivière de Nouvelle-Zélande)
Pour les articles homonymes, voir Talbot (homonymie).
La rivière Talbot  (en anglais : Talbot River) est un cours d’eau du nord de la région des Fiordland, dans l’Île du Sud de la Nouvelle-Zélande.

## Géographie
C’est un affluent de la rivière Joes. Elle prend naissance à l’ouest du Gulliver Peak.